# WE ARE HAPPY WOMEN
「WE ARE HAPPY WOMEN」（ウィー・アー・ハッピー・ウィメン）は、日本の歌手・倉木麻衣の配信限定シングル。

## 解説
- 「Do it!」「Light Up My Life」に先駆けリリースされた、3週連続配信リリースの第1弾。
- 女性の権利向上のためのプロジェクト“HAPPY WOMAN”のテーマソングとして書き下ろされた[2]。
- 2018年3月4日、恵比寿ガーデンプレイスで開催されたイベント『HAPPY WOMAN CEREMONY』にて初披露された[3]。

## 収録曲
1. WE ARE HAPPY WOMEN
作詞：倉木麻衣 / 作曲：大野愛果 / 編曲：徳永暁人
大野愛果が倉木に作曲提供するのは35thシングル「1000万回のキス」以来約7年振りである。